# Casier
Casier es una comune italiana situada en la provincia de Treviso, en Véneto. Tiene una población estimada, a fines de agosto de 2022, de 11 349 habitantes.

## Evolución demográfica
| Gráfica de evolución demográfica de Casier entre 1861 y 2022 |
|                                                              |
| Fuente: ISTAT - Elaboración gráfica de Wikipedia             |